# فرانكي بالارد
فرانكي بالارد (بالإنجليزية: Frankie Ballard)‏ هو مغن مؤلف ومغني أمريكي، ولد في 16 ديسمبر 1982 في باتل كريك في الولايات المتحدة.

## وصلات خارجية
- الموقع الرسمي
- فرانكي بالارد على موقع ميوزك برينز (الإنجليزية)
- فرانكي بالارد على موقع أول ميوزيك (الإنجليزية)
- فرانكي بالارد على موقع ديسكوغز (الإنجليزية)